# SVR-Lazartigue (trimaran)
Pour les articles homonymes, voir M101.
SVR-Lazartigue est un trimaran de la jauge Ultime de course au large, lancé en 2021, skippé par François Gabart. Il est le successeur du trimaran Macif du même navigateur.
Il termine en 2e position des Transat Jacques-Vabre 2021 et 2023, ainsi que de la Route du Rhum 2022.

## Conception
Le bateau est dédié aux courses entre Ultimes, mais aussi à la chasse aux records dont celui du tour du monde à la voile, en solitaire comme en équipage. Il est conçu à partir des données recueillies sur son prédécesseur, le trimaran Macif. L'objectif est d’atteindre des vitesses d'environ 50 nœuds et des moyennes supérieures à 40 nœuds[réf. nécessaire]. Les plans totalement nouveaux sont de MerConcept, l'écurie de course au large de François Gabart, qui assemble également le navire.
MerConcept a fait appel au chantier CDK pour les flotteurs et les bras, et Multiplast pour la coque centrale, et réalise elle-même l'assemblage, une première pour l'écurie.
Macif, sponsor historique de François Gabart et techniquement propriétaire du bateau, se retire du projet mi‑2020. Le 27 mai 2021, le groupe de cosmétique breton Kresk devient le sponsor principal via ses marques SVR, Lazartigue et Fillmed, sur quatre ans au moins, avec un acte d'achat du bateau finalisé fin août.

## Caractéristiques
Le bateau est conçu pour être skippé par un seul marin mais est adaptable au double ou à un équipage réduit.
Il fait 32 m de long pour 23 m de large, et fait donc partie de la classe Ultime. Il pèse 15 tonnes.
Il se contrôlera à terme avec un petit volant, et non une barre de grande taille, c'est le premier à proposer cela. Le volant agit électroniquement sur les vérins du pilote automatique, se séparant alors du ressenti purement mécanique de la barre. L'équipe développe activement un système de retour de force comme ce que l'on retrouve dans la simulation automobile, afin d'y faire passer du ressenti. À terme le système permettra d'avoir une direction plus précise, toujours adaptée aux conditions de navigation et ne nécessitant pas de correction permanente. Cependant, le système étant inédit et potentiellement sensible à d'éventuels problèmes de fiabilité, une barre normale a été installée à l'arrière du bateau.

### Aménagements aérodynamiques
Les principales innovations se trouvent dans l'aérodynamisme. Le bateau s'inscrit dans une nouvelle tendance à faire des cockpits fermés très bas, inaugurés notamment sur les IMOCA Apivia de Charlie Dalin et Hugo Boss d'Alex Thomson lors du Vendée Globe 2020-2021. Celui-ci reste globalement à l'arrière du bateau, contrairement à Sodebo Ultim 3 pour qui le cockpit est à l'avant du mat.
Cela a pour but de baisser le centre de gravité et réduire la traînée :
- car le cockpit est plus bas et intégré dans la coque, ce qui permet aussi de rabaisser le mât ;
- d'avoir une bôme très basse, pour réduire les écoulements aérodynamiques parasites entre celle-ci et la coque ;
- de protéger l'équipage à l'intérieur du bateau, ce qui permet de pousser la performance sans prendre de risque inconsidéré pour les marins, et cela s'ajoute à la stabilité accrue qui permet de ne pas trop les fatiguer.

Le centre de gravité bas apporte plus de stabilité, et la traînée réduite permet au bateau d’aller plus vite.
En plus d'une barre extérieure à l'arrière du bateau purement pour le pilotage de la trajectoire, une bulle de chaque côté plus en avant permettent au skipper de voir devant et de contrôler le bateau depuis l'intérieur en restant au sec avec toutes les écoutes à portée de main. A l'exception de ces deux bulles et d'une toute petite partie arrière, le pont est totalement plat à ras du flotteur.
Lors de la Transat Jacques-Vabre 2023, le bateau mené par  François Gabart et Tom Laperche montre un potentiel de vitesse au près supérieur à ses concurrents lors du louvoyage quasiment nez au vent de l'équateur vers l'île de l'Ascension avec des conditions de vent médium.
Il double la marque de parcours avec une trentaine de miles d'avance, ayant repris environ 50 miles par 24 heures à Maxi Banque Populaire XI et à Gitana 17, et plus de 100 miles par jour à Actual Ultim 3 et à Sodebo Ultim 3.

### Hydrodynamique, foils
Le bateau est conçu autour des foils, qui permettent de faire s'envoler le bateau jusqu'à un mètre et demi au-dessus de l'eau pour réduire les contraintes hydrodynamiques et les frottements, et ainsi permettre d'aller plus vite. Chaque foil pèse 400 kg.
Ils disposent d'une partie structurelle (shaft), verticale qui revient vers l'intérieur du bateau, et une partie plus horizontale qui génère la portance (tip). Ils sont pilotables en hauteur et en angle (rake) afin de pouvoir avoir une portance optimale dans toutes les conditions de mer, de vent et de vitesse et garantir une stabilité accrue.
Ils s'inscrivent dans la tendance actuelle d'avoir un maximum de surface de foil, ainsi le bateau s'envole plus tôt et peut s'envoler plus haut, donc voler réellement dans des mers agitées plutôt que surfer sur la coque et voler par intermittence. L'objectif est de repousser le moment où l'état de la mer ne permet plus d'utiliser le maximum du potentiel du bateau, et de garder plus facilement de la vitesse en mer formée. Par ailleurs malgré la traînée plus importante générée, la structure plus massive donc plus solide offre la possibilité de faire des formes plus complexes qui réduisent sensiblement les vortex générés en bout de foil, responsables d'une partie importante de cette traînée. Finalement le bilan est positif.
En complément de ceux-ci, les trois safrans et la dérive disposent de plans porteurs qui ajoutent de la surface de portance et permettent d'écarter ses zones d'application afin de stabiliser le bateau. Les deux foils et les safrans des flotteurs latéraux sont rétractables, afin de réduire la traînée créée lorsque ceux-ci sont au vent, donc inutiles pour lever le bateau, ainsi que les préserver d'éventuels chocs avec un OFNI ou un animal marin.
Le bateau dispose également d'une dérive sur le flotteur central, afin d'atténuer l'effet de dérive.
La conception des foils est partagée avec le Team Banque Populaire pour le trimaran d'Armel le Cléac'h, Banque Populaire XI.

### Autres caractéristiques
Les étraves sont dites « inversées », à savoir que le flotteur pointe vers le bas comme une griffe, avec une forme en diamant au bout, dans le but d'avoir un flotteur plus long donc un meilleur potentiel de vitesse avec un poids minimal tout en évitant au maximum les enfournages (« plantages » dans l'eau).

## Historique de courses
Le 25 septembre 2021, SVR-Lazartigue prend part à sa première course, le Défi Azimut, qui l'oppose directement à Sodebo Ultim 3, Banque Populaire XI et Actual Ultim 3. Cependant, un problème au puits de foil contraint le bateau à abandonner au bout de quelques heures seulement.

### Palmarès
- 2021 : 2e de la Transat Jacques-Vabre sur cinq Ultimes, co-skippé par François Gabart et Tom Laperche, en 16 jours, 9 heures, 46 minutes et 11 secondes, 53 minutes[8]
- 2022 : 2e de la Route du Rhum sur huit Ultimes, skippé par François Gabart
- 2023 : 
  - Vainqueur de la Rolex Fastnet Race sur deux Ultimes, skippé par François Gabart et Tom Laperche, en 1 j 8 h 38 min 27 s[9]
  - 2e de la Transat Jacques-Vabre sur cinq Ultimes, co-skippé par François Gabart et Tom Laperche
- 2024 : 
  - Participation l'Arkéa Ultim Challenge skippé par Tom Laperche
- 2025 : 
  - Vainqueur de la Fastnet Race, skippé par Tom Laperche, en 1 j 17 h 18 min 4 s

### Records détenus
- Transméditerranéenne, de Marseille (France) à Carthage (Tunisie), le 29 mai 2022, 455 milles en 13 heures, 55 minutes et 37 secondes[10], skippé par François Gabart
- Fastnet Race, sur le parcours Cowes à Cherbourg, le 23 juillet 2023 en 1 j 8 h 38 min 27 s, skippé par François Gabart et Tom Laperche[9]